# Hellange
Hellange (en luxemburgués:  Helleng; en alemany: Hellingen) és una vila de la comuna de Frisange del districte de Luxemburg al cantó d'Esch-sur-Alzette. Està a uns 111,8 km de distància de la Ciutat de Luxemburg.